# Jack Kornfield
Jack Kornfield (né en 1945)  est un écrivain américain et un enseignant du mouvement Vipassana issu du bouddhisme Theravada américain. 

## Biographie
Né en 1945, il étudie au Dartmouth College, université de l'État du New Hampshire, où il obtient un B.A. (spécialité Études Asiatiques) en 1967.
Il rejoint ensuite le Corps de la paix américain et est envoyé en Thaïlande, où il travaille dans des équipes de médecine tropicale dans la vallée du Mékong.
Il décide ensuite de rester en Thaïlande afin d'y étudier le bouddhisme. Il se rend au monastère de Wat Nong Pah Pong, où il suit l'enseignement du maître de la tradition de la Forêt Ajahn Chah, et est ordonné moine sous le nom religieux Phra Suñño. Il suit ensuite les enseignements de Mahasi Sayadaw en Birmanie et de Dipa Ma en Inde.
En 1972 il retourne aux États-Unis. Il participe en 1975 avec Sharon Salzberg et Joseph Goldstein à la fondation de l'Insight Meditation Society (en), à Barre (Massachusetts).
En 1977, Jack Kornfield obtient un doctorat en psychologie clinique de la Saybrook University (en).
Au début des années 1980, Kornfield s'installe avec sa famille en Californie du Nord et commence à tenir un cours de méditation, au départ dans une maison privée de San Anselmo, puis dans une clinique et enfin une église locale.
En 1985 un groupe d'enseignants et d'étudiants en méditation de la région de la baie de San Francisco, dont Kornfield, créent le centre de méditation vipassana Insight Meditation West, qui devient en 1988 le Spirit Rock Meditation Center (en), situé à Woodacre, dans la vallée de San Geronimo, au nord de San Francisco.
Kornfield a formé de nombreux enseignants Vipassana en Amérique, et a organisé et dirigé des rassemblements pour les enseignants bouddhistes avec le Dalaï Lama et dans le monde entier.
Il enseigne la méditation bouddhique dans le monde entier. L'écrivain et enseignant bouddhiste Gil Fronsdal compte parmi ses anciens élèves.
Jack Kornfield est l'une des figures de l'introduction du bouddhisme theravāda en Occident. Il a essayé d'en rendre l'enseignement accessible aux occidentaux, et a beaucoup écrit sur les relations entre la psychologie orientale et occidentale.

## Ouvrages

### Œuvres  originales en anglais
- Stories of the Spirit, Stories of the Heart : Parables of the Spiritual Path from Around the World, Thorsons, 1992 (ISBN 9780062503008).
- A Path with Heart : A Guide Through the Perils and Promises of Spiritual Life, Bantam, 1993 (ISBN 978-0553372113).
- Jack Kornfield et Christina Feldman, Soul Food : Stories to Nourish the Spirit and the Heart, HarperOne, 1996 (ISBN 978-0062514424).
- Jack Kornfield (dir.), Teachings of the Buddha, Barns & Noble Books, 1999 (ISBN 978-0760714966).
- After the Ecstasy, the Laundry : How the Heart Grows Wise on the Spiritual Path, Bantam, 2000 (ISBN 978-0553102901).
- Seeking the Heart of Wisdom : The Path of Insight Meditation, Shambhala, 2001 (ISBN 978-1570628054).
- The Art of Forgiveness, Lovingkindness, and Peace, Bantam, 2002 (ISBN 978-0553802054).
- Jack Kornfield (dir.) et Paul Breiter (dir.), A Still Forest Pool : The Insight Meditation of Achaan Chah, Quest Books, 2004 (ISBN 978-0835605977).
- The Wise Heart : A Guide to the Universal Teachings of Buddhist Psychology, Bantam, 2008 (ISBN 978-0553803471).
- Jack Kornfield (dir.), The Buddha Is Still Teaching : Contemporary Buddhist Wisdom, Shambhala, 2010 (ISBN 978-1590306925).
- A Lamp in the Darkness : Illuminating the Path Through Difficult Times, Sounds True, 2011 (ISBN 978-1604074482).
- Bringing Home the Dharma : Awakening Right Where You Are, Shambhala, 2011 (ISBN 978-1590309131).
- No Time Like the Present : Finding Freedom, Love, and Joy Right Where You Are, Atria Books, 2017 (ISBN 978-1451693690).

### Œuvres  traduites en français
- Périls et promesses de la vie spirituelle  (trad. Gisèle Gaudebert et Jean-Pierre Bouyou), La Table Ronde, 1998 (ISBN 978-2710308546).
- Le Petit Manuel du Bouddha  (trad. Gisèle Gaudebert), La Table Ronde, 2000 (ISBN 978-2710308966).
- Après l'extase, la lessive  (trad. Dominique Thomas), La Table ronde, 2001, 394 p. (ISBN 978-2710324041).
- Dharma vivant  (trad. Nanon Gardin), Editions Vivez Soleil, 2001 (ISBN 978-2880582975).
- Jack Kornfield et Marcus Borg, Jésus et Bouddha : Paroles parallèles, Publications Kunchab, 2002 (ISBN 978-9074815727).
- L'Art du pardon, de la bonté et de la paix  (trad. Marianne Coulin), La Table Ronde, 2003 (ISBN 978-2710325963).
- Bouddha mode d'emploi : Mode d'emploi pour une révolution intérieure  (trad. Dominique Thomas), Belfond, 2011 (ISBN 978-2714445315).
- Une lueur dans l'obscurité : Comment traverser les temps difficiles grâce à la méditation  (trad. Dominique Thomas), Belfond, 2013 (ISBN 978-2714453822).
- La Sagesse du cœur  (trad. Dominique Thomas), Belfond, 2015 (ISBN 978-2714454102).
- Libre et heureux ici et maintenant  (trad. Michael Belano), Pocket, 2021 (ISBN 978-2266306034).